# Закон Шарля
Зако́н Ша́рля — назва закону, що описує властивості газів. 

## Загальна характеристика
Описує ізохорний процес в ідеальному газі. Експериментально залежність тиску газу від температури за постійного об'єму встановив 1787 року Шарль і уточнив Гей-Люссаком 1802 року.
Закон теплового розширення газів: при сталому об'ємі залежність тиску Р даної маси газу від температури описується формулою:
{\displaystyle {\frac {P}{T}}={\text{const}}},
де Т — термодинамічна температура; Р — тиск газу.
{\displaystyle \!p=p_{0}(1+\alpha _{p}t)}, чи {\displaystyle p=\alpha _{p}p_{0}T={p_{0}\cdot {{T} \over {T_{0}}}}},
де {\displaystyle p_{0}} — тиск газу за температури {\displaystyle T_{0}=273.16K},
{\displaystyle \alpha _{p}={{p} \over {p_{o}T}}} — термічний коефіцієнт тиску, що характуризує відносне збільшення тиску газу при нагріванні його на один градус.

## Формулювання закону
Формулювання закону Шарля таке:

Тиск газу фіксованої маси і фіксованого об'єму прямо пропорційний абсолютній температурі газу.

Простіше, якщо температура газу збільшується, то його тиск теж збільшується, якщо при цьому маса і об'єм газу залишаються незмінними. Закон має дуже простий математичний вигляд, якщо температура вимірюється за абсолютною шкалою, наприклад, у кельвінах. Математично закон записують так:
{\displaystyle \qquad P\sim {T}}
або
{\displaystyle {\frac {P}{T}}=k}
де:
P — тиск газу,
T — температура газу (в кельвінах),
k — константа.
Цей закон справедливий остільки, оскільки температура є мірою середньої кінетичної енергії частинок речовини. Якщо кінетична енергія частинок збільшується, вони стикаються зі стінками посудини з більшою швидкістю, тим самим передаючи стінці більший імпульс і створюючи вищий тиск.
Для зіставлення параметрів тієї ж кількості речовини в різних станах закон записують у вигляді пропорції:
{\displaystyle {\frac {P_{1}}{T_{1}}}={\frac {P_{2}}{T_{2}}}} або {\displaystyle {P_{1}}{T_{2}}={P_{2}}{T_{1}}.}
Закон Гей-Люссака, закон Шарля і закон Бойля — Маріотта разом утворюють об'єднаний газовий закон. У поєднанні з законом Авогадро ці три газові закони узагальнюються до рівняння стану ідеального газу.

## Неоднозначність термінології
Закон Амонтона про тиск і температуру: закон тиску, описаний вище, можна приписати Гійому Амонтону, який на початку XVIII століття (точніше між 1700 і 1702 роками) виявив, що тиск фіксованої маси газу, підтримуваного за постійного об'єму, пропорційний його температурі. Амонтон виявив це під час побудови «повітряного термометра». Називати цей закон законом Гей-Люссака просто некоректно, оскільки Гей-Люссак досліджував взаємозв'язок між об'ємом і температурою, а не тиском і температурою[джерело?].
Закон Шарля був відомим як закон Шарля і Гей-Люссака, оскільки Гей-Люссак опублікував його 1802 року, використавши здебільшого неопубліковані від 1787 року дані Шарля.
Тому в українсько- і англомовній науковій літературі існують деякі відмінності в найменуванні законів, пов'язаних з ім'ям Гей-Люссака. Ці відмінності наведено в таблиці:
| Українськомовна назва    | Англомовна назва                                                          | Формула                              |
| ------------------------ | ------------------------------------------------------------------------- | ------------------------------------ |
| Закон Гей-Люссака        | Закон Шарля (Charles's law) Закон Гей-Люссака Закон об'ємів (Volumes Law) | {\displaystyle V/T=\mathrm {const} } |
| Закон Шарля              | Закон Гей-Люссака (Gay-Lussac's law) Другий закон Гей-Люссака             | {\displaystyle P/T=\mathrm {const} } |
| Закон об'ємних відношень | Закон Гей-Люссака (Gay-Lussac's law)                                      |                                      |